# Wodociągi w Poznaniu
Wodociągi w Poznaniu – sieć wodociągowa w Poznaniu.

## Historia

### Średniowiecze i renesans
W okresie średniowiecza warunki sanitarne w Poznaniu nie były dobre – jakość wody pitnej była słaba, a oceniano ją „na oko”. Doły kloaczne lokalizowane na podwórzach kamienic częstokroć pozostawały w bliskości studni. W 1282 Przemysł II wydał dominikanom przywilej zezwalający na budowę wodociągu od młyna książęcego na Warcie do ich klasztoru na przedmieściu św. Gotarda. Przywilej ten jest najstarszym polskim dokumentem informującym o instalacji doprowadzającej czystą wodę do miasta. W różnych dokumentach z lat 1398, 1432 oraz 1433 wspomina się o tzw. rurmistrzach, tj. osobach utrzymujących instalacje doprowadzające wodę pitną, którą czerpano wówczas z Bogdanki. W 1502, z inicjatywy biskupa Jana Lubrańskiego, zbudowano wodociąg i kanalizację na Ostrowie Tumskim. Woda czerpana była z okolic Starołęki. W 1521 magistrat zawarł umowę z Sędziwojem Sadowskim na dostarczanie wody z jego dóbr w Strzeszynku do fontann i studzienek miejskich. System ten działał poprawnie do czasu potopu szwedzkiego, w trakcie którego miasto zostało poważnie zdewastowane. Do XVIII wieku dostarczanie wody do miasta pozostawiało wiele do życzenia.

### Czasy nowożytne

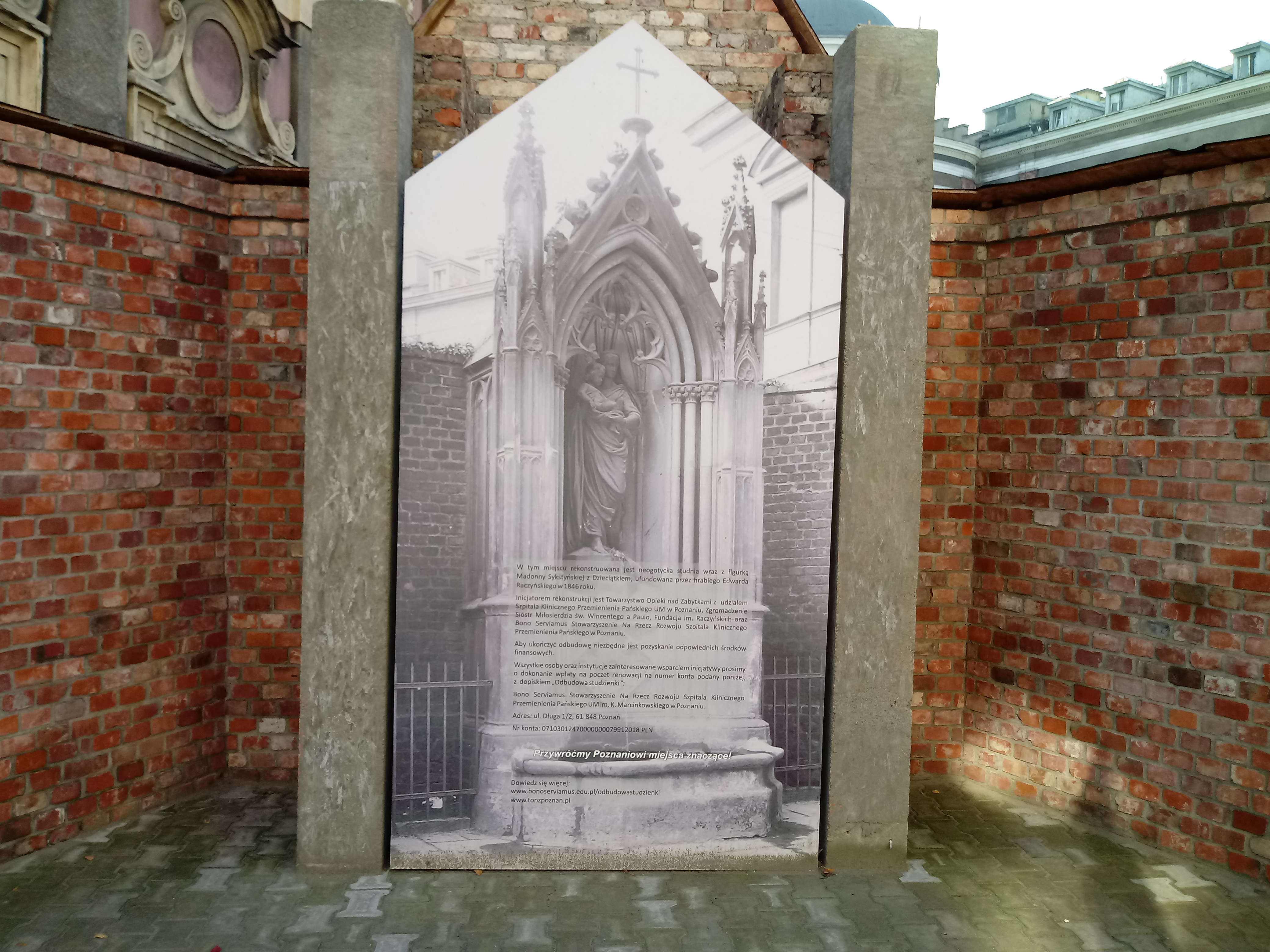
Studzienka Madonny Sykstyńskiej (IV studzienka wodociągu Raczyńskiego)

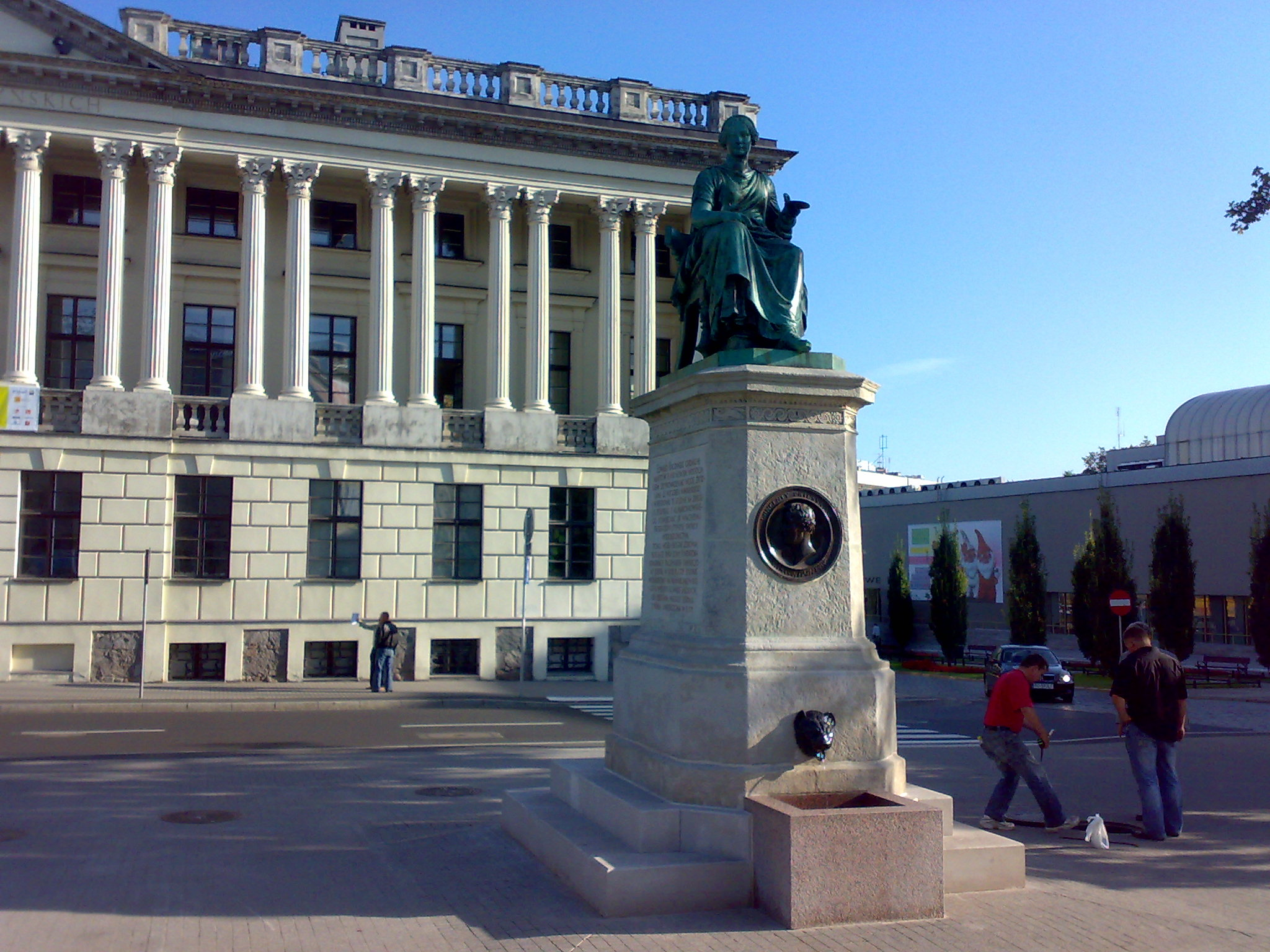
Fontanna Higiei w Poznaniu - od 1971 stoi na Placu Wolności, ale w latach 1841-1908 była II studnią wodociągu Raczyńskiego na skrzyżowaniu Al. Wilhelmowskich (teraz Al. Marcinkowskiego) z ul. Fryderykowską (ul. 23 lutego), gdzie obecnie jest fontanna z delfinami

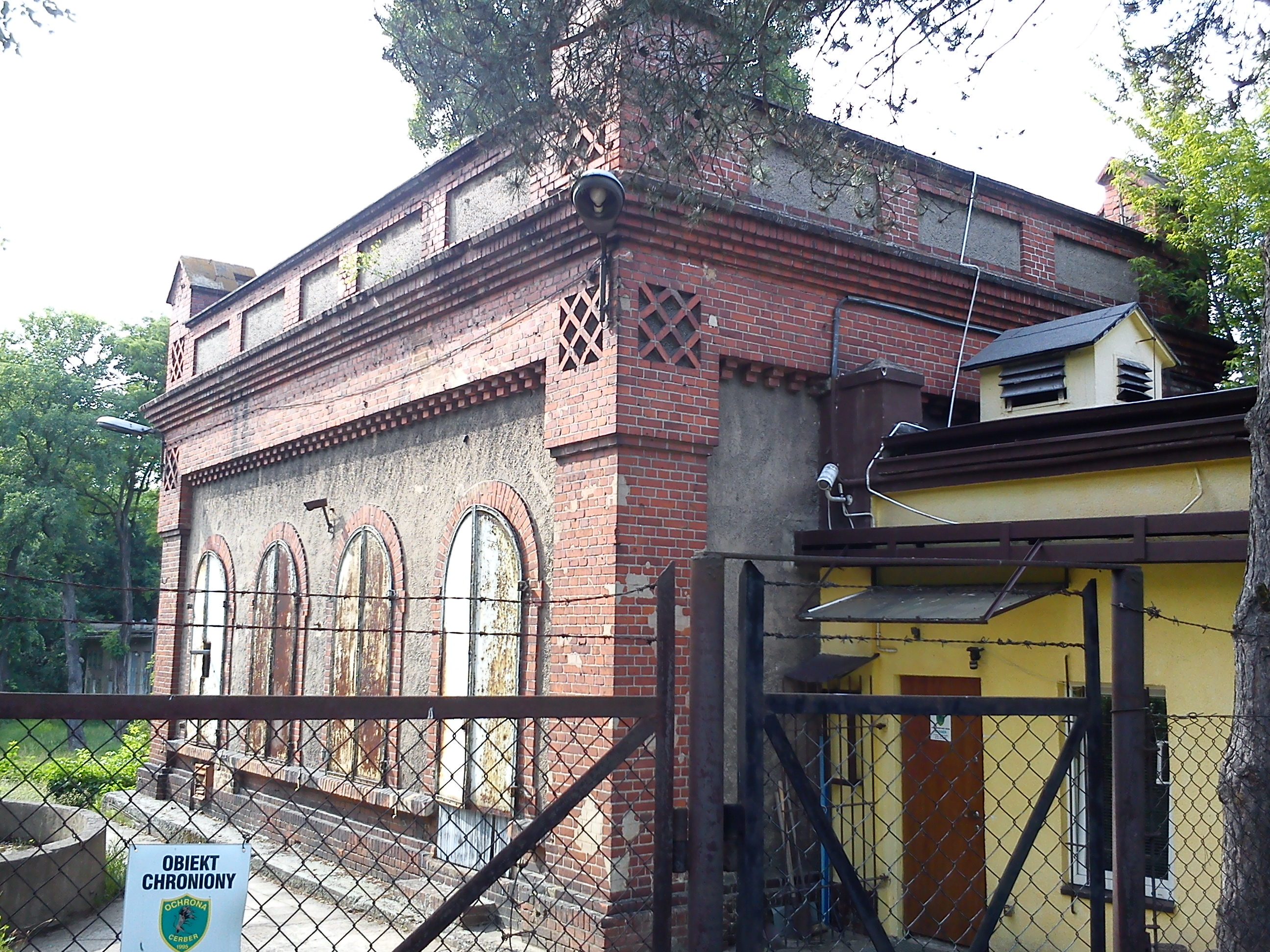
Stacja pomp na Dębinie

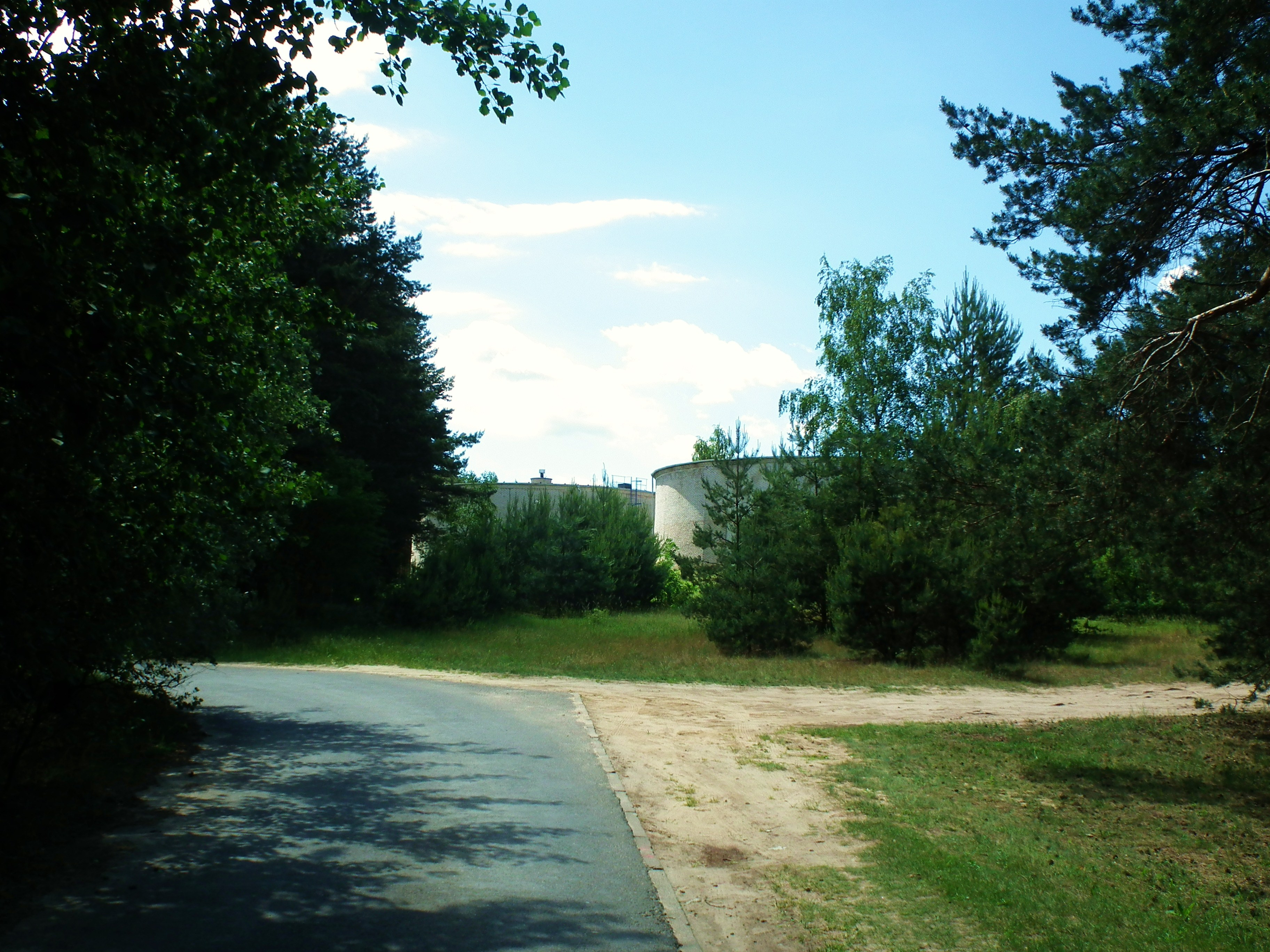
Ujęcie wody w Mosinie

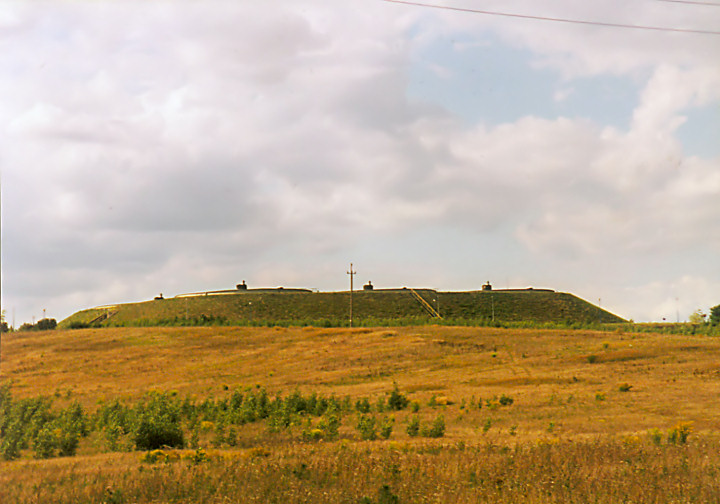
Zbiorniki na Morasku

Znacząca poprawa nastąpiła w wyniku działań Komisji Dobrego Porządku, w latach 1779–1780. W 1793 w Poznaniu funkcjonowały cztery fontanny, dwanaście publicznych studni oraz 26 studni należących do prywatnych właścicieli. Dodatkowo przedmieścia dysponowały kolejnymi 88 studniami. Mimo tego w początku XIX jakość samej wody była w mieście niezbyt dobra.
Doskonałymi zasobami wodnymi dysponowało Wzgórze Winiarskie zlokalizowane na północ od miasta. Wykorzystał to hrabia Edward Raczyński, który w 1841 doprowadził stamtąd wodę do studni usytuowanej na styku Alei Marcinkowskiego (wówczas Wilhelmowskiej) z ulicą 23 Lutego (wówczas Pocztową). Studnia ta przyozdobiona została medalionem z wizerunkiem Vincenza Priessnitza, pioniera hydroterapii. 15 września 1847, już po śmierci Raczyńskiego, oddano do użytku pierwszy poznański wodociąg z prawdziwego zdarzenia. Drewniane rury (w 1862 zastąpione żelaznymi) połączyły Wzgórze Winiarskie z następującymi, kolejnymi punktami:
| Przebieg wodociągu Raczyńskiego           | Przebieg wodociągu Raczyńskiego                                                         |
| Punkt / przebieg                          | Funkcja                                                                                 |
| ----------------------------------------- | --------------------------------------------------------------------------------------- |
| Wzgórze Winiarskie                        | Źródło/początek                                                                         |
| Przepadek                                 | –                                                                                       |
| Święty Wojciech                           | –                                                                                       |
| Plac Działowy                             | Studnia I – niezachowana                                                                |
| Plac Sapieżyński (Wielkopolski)           | –                                                                                       |
| Aleje Marcinkowskiego (Wilhelmowskie)     | Studnia II – Fontanna Higiei w Poznaniu (przeniesiona, zastąpiona Fontanną z delfinami) |
| Ulica Podgórna                            | –                                                                                       |
| Ulica Szkolna                             | –                                                                                       |
| Święty Marcin/Podgórna                    | Studnia III – niezachowana                                                              |
| Ulica Strzelecka                          | –                                                                                       |
| Ulica Długa                               | –                                                                                       |
| Szpital Przemienienia Pańskiego (wejście) | Studnia IV – Studzienka Madonny Sykstyńskiej/koniec                                     |

12 maja 1865 magistrat przyjął projekt berlińskiego inżyniera Johna Moora, który zakładał budowę stacji uzdatniania wody i sieci wodociągowej. Stację zbudowano przy ul. Grobla 10, na terenie gazowni miejskiej, natomiast rurociągi zrealizowano w latach 1865–1866. Woda zasysana z Warty przechodziła przez dwa filtry żwirowe i była tłoczona do sieci za pomocą pomp parowych z wydajnością 2300 m³ na dobę. Z uwagi na wzrastające potrzeby dwa kolejne filtry dodano w 1872. Mimo filtrowania woda miała słabą jakość. Jej spożycie wywołało dwie epidemie pomiędzy 1880 a 1890. Kwestie zdrowotne wpłynęły na ponowne uruchomienie źródeł winiarskich (1892) i kolejnych, na Niestachowie i Urbanowie. Każda z tych studni charakteryzowała się wydajnością 5000 m³ na dobę. Od początku XX wieku nowo wznoszone kamienice miały już od razu sieci wodne i kanalizację, a do starszych dobudowywano piony wodno-kanalizacyjne. W latach 1910–1911 powstała Wieża Górnośląska ze zbiornikiem na 4000 m³ wody. Była elementem Wystawy Wschodnioniemieckiej, a zaprojektował ją Hans Poelzig.

### Współczesność
W okresie dwudziestolecia międzywojennego sieć wodociągowa była systematycznie rozbudowywana i objęła Komandorię, Główną, Osiedle Warszawskie, Winogrady, Winiary i Wildę (na tej ostatniej ułożono magistralę wodociągową). Ogółem 66% mieszkańców miasta uzyskało wówczas dostęp do wodociągu.
Bitwa o Poznań w 1945 wpłynęła na uszkodzenia infrastruktury wodociągowej w 25%. Pierwszą stację wodociągową uruchomiono 21 lutego 1945, jeszcze w trakcie walk o Cytadelę. W 1950 sieć wodociągowa przewyższyła przedwojenną o 30 kilometrów. Zbudowano w tym czasie magistralę Wilda-Łazarz. Od 1950 do 1964 wodociągi doprowadzono do Dębca, osiedla Popiełuszki (wówczas Świerczewskiego), na Grunwald, Raszyn, Smochowice, Krzyżowniki, Sytkowo, Winiary, Zagórze, Czekalskie, Zatorze, Świerczewo i Minikowo. Użytkowano źródła na Starołęce i w Luboniu, a w dolinie Warty stosowano infiltrację brzegową i sztuczną. 1 maja 1963 rozpoczęto prace nad zakładem w Mosinie. Ujęcie to (Góra Pożegowska) uruchomiono 2 lutego 1968 i zaspokajało ono potrzeby Poznania, dając 205 tys. m³ wody dziennie. Woda stamtąd dociera do Górczyna, Grunwaldu, Jeżyc oraz Winiar. Zbiorniki retencyjne usytuowano na stokach Góry Moraskiej, a bezpośrednie magistrale doprowadzono również na Rataje, Żegrze, Chartowo i do Kobylegopola. W 2021 z sieci wodociągowej zasilanej przez ujęcia na Dębcu i w Mosinie, korzystało ponad 95% mieszkańców miasta. Wodociągami dysponowała spółka Aquanet S.A. obejmując obszar powiatu poznańskiego i kilku gmin z sąsiednich powiatów, obsługując ponad 103 tys. klientów i około 900 tys. mieszkańców aglomeracji poznańskiej.
W XXI wieku rozwój sieci wodociągowej w Poznaniu przedstawiał się następująco:
| Zagadnienie                        | 2010     | 2015     | 2017     | 2018     |
| ---------------------------------- | -------- | -------- | -------- | -------- |
| Kilometraż sieci                   | 910,5    | 1172,3   | 1197     | 1205,8   |
| Przyłącza do budynków mieszkalnych | 31.339   | 42.502   | 43.851   | 53.989   |
| Zdroje uliczne                     | 3        | 15       | 16       | 31       |
| Zużycie wody na gosp. dom. w dam³  | 22.945,2 | 21.275,8 | 21.635,9 | 22.177,4 |
| Zużycie wody na 1 mieszkańca w m³  | 41,2     | 39,1     | 40,1     | 41,2     |